# Llista d'asteroides/76001–76100
| Nom     | Designació provisional | Data de descobriment | Lloc de descobriment | Descobridor/s |
| ------- | ---------------------- | -------------------- | -------------------- | ------------- |
| 76001 - | 2000 DB18              | 28 de febrer, 2000   | Socorro              | LINEAR        |
| 76002 - | 2000 DR19              | 29 de febrer, 2000   | Socorro              | LINEAR        |
| 76003 - | 2000 DD20              | 29 de febrer, 2000   | Socorro              | LINEAR        |
| 76004 - | 2000 DG20              | 29 de febrer, 2000   | Socorro              | LINEAR        |
| 76005 - | 2000 DK20              | 29 de febrer, 2000   | Socorro              | LINEAR        |
| 76006 - | 2000 DX21              | 29 de febrer, 2000   | Socorro              | LINEAR        |
| 76007 - | 2000 DT22              | 29 de febrer, 2000   | Socorro              | LINEAR        |
| 76008 - | 2000 DV22              | 29 de febrer, 2000   | Socorro              | LINEAR        |
| 76009 - | 2000 DY23              | 29 de febrer, 2000   | Socorro              | LINEAR        |
| 76010 - | 2000 DZ23              | 29 de febrer, 2000   | Socorro              | LINEAR        |
| 76011 - | 2000 DH26              | 29 de febrer, 2000   | Socorro              | LINEAR        |
| 76012 - | 2000 DQ26              | 29 de febrer, 2000   | Socorro              | LINEAR        |
| 76013 - | 2000 DX27              | 29 de febrer, 2000   | Socorro              | LINEAR        |
| 76014 - | 2000 DV28              | 29 de febrer, 2000   | Socorro              | LINEAR        |
| 76015 - | 2000 DH30              | 29 de febrer, 2000   | Socorro              | LINEAR        |
| 76016 - | 2000 DU30              | 29 de febrer, 2000   | Socorro              | LINEAR        |
| 76017 - | 2000 DD31              | 29 de febrer, 2000   | Socorro              | LINEAR        |
| 76018 - | 2000 DL31              | 29 de febrer, 2000   | Socorro              | LINEAR        |
| 76019 - | 2000 DU31              | 29 de febrer, 2000   | Socorro              | LINEAR        |
| 76020 - | 2000 DD33              | 29 de febrer, 2000   | Socorro              | LINEAR        |
| 76021 - | 2000 DH34              | 29 de febrer, 2000   | Socorro              | LINEAR        |
| 76022 - | 2000 DV35              | 29 de febrer, 2000   | Socorro              | LINEAR        |
| 76023 - | 2000 DB38              | 29 de febrer, 2000   | Socorro              | LINEAR        |
| 76024 - | 2000 DJ38              | 29 de febrer, 2000   | Socorro              | LINEAR        |
| 76025 - | 2000 DR38              | 29 de febrer, 2000   | Socorro              | LINEAR        |
| 76026 - | 2000 DD39              | 29 de febrer, 2000   | Socorro              | LINEAR        |
| 76027 - | 2000 DK40              | 29 de febrer, 2000   | Socorro              | LINEAR        |
| 76028 - | 2000 DF43              | 29 de febrer, 2000   | Socorro              | LINEAR        |
| 76029 - | 2000 DL44              | 29 de febrer, 2000   | Socorro              | LINEAR        |
| 76030 - | 2000 DM44              | 29 de febrer, 2000   | Socorro              | LINEAR        |
| 76031 - | 2000 DX44              | 29 de febrer, 2000   | Socorro              | LINEAR        |
| 76032 - | 2000 DS46              | 29 de febrer, 2000   | Socorro              | LINEAR        |
| 76033 - | 2000 DW46              | 29 de febrer, 2000   | Socorro              | LINEAR        |
| 76034 - | 2000 DX46              | 29 de febrer, 2000   | Socorro              | LINEAR        |
| 76035 - | 2000 DD47              | 29 de febrer, 2000   | Socorro              | LINEAR        |
| 76036 - | 2000 DF49              | 29 de febrer, 2000   | Socorro              | LINEAR        |
| 76037 - | 2000 DA50              | 29 de febrer, 2000   | Socorro              | LINEAR        |
| 76038 - | 2000 DJ51              | 29 de febrer, 2000   | Socorro              | LINEAR        |
| 76039 - | 2000 DK51              | 29 de febrer, 2000   | Socorro              | LINEAR        |
| 76040 - | 2000 DD52              | 29 de febrer, 2000   | Socorro              | LINEAR        |
| 76041 - | 2000 DC53              | 29 de febrer, 2000   | Socorro              | LINEAR        |
| 76042 - | 2000 DY53              | 29 de febrer, 2000   | Socorro              | LINEAR        |
| 76043 - | 2000 DN54              | 29 de febrer, 2000   | Socorro              | LINEAR        |
| 76044 - | 2000 DV55              | 29 de febrer, 2000   | Socorro              | LINEAR        |
| 76045 - | 2000 DC56              | 29 de febrer, 2000   | Socorro              | LINEAR        |
| 76046 - | 2000 DL56              | 29 de febrer, 2000   | Socorro              | LINEAR        |
| 76047 - | 2000 DS56              | 29 de febrer, 2000   | Socorro              | LINEAR        |
| 76048 - | 2000 DY56              | 29 de febrer, 2000   | Socorro              | LINEAR        |
| 76049 - | 2000 DA57              | 29 de febrer, 2000   | Socorro              | LINEAR        |
| 76050 - | 2000 DF58              | 29 de febrer, 2000   | Socorro              | LINEAR        |
| 76051 - | 2000 DE59              | 29 de febrer, 2000   | Socorro              | LINEAR        |
| 76052 - | 2000 DK59              | 29 de febrer, 2000   | Socorro              | LINEAR        |
| 76053 - | 2000 DC61              | 29 de febrer, 2000   | Socorro              | LINEAR        |
| 76054 - | 2000 DE61              | 29 de febrer, 2000   | Socorro              | LINEAR        |
| 76055 - | 2000 DF61              | 29 de febrer, 2000   | Socorro              | LINEAR        |
| 76056 - | 2000 DN61              | 29 de febrer, 2000   | Socorro              | LINEAR        |
| 76057 - | 2000 DZ61              | 29 de febrer, 2000   | Socorro              | LINEAR        |
| 76058 - | 2000 DD63              | 29 de febrer, 2000   | Socorro              | LINEAR        |
| 76059 - | 2000 DV63              | 29 de febrer, 2000   | Socorro              | LINEAR        |
| 76060 - | 2000 DJ68              | 29 de febrer, 2000   | Socorro              | LINEAR        |
| 76061 - | 2000 DZ68              | 29 de febrer, 2000   | Socorro              | LINEAR        |
| 76062 - | 2000 DB70              | 29 de febrer, 2000   | Socorro              | LINEAR        |
| 76063 - | 2000 DW70              | 29 de febrer, 2000   | Socorro              | LINEAR        |
| 76064 - | 2000 DM73              | 29 de febrer, 2000   | Socorro              | LINEAR        |
| 76065 - | 2000 DD74              | 29 de febrer, 2000   | Socorro              | LINEAR        |
| 76066 - | 2000 DC75              | 29 de febrer, 2000   | Socorro              | LINEAR        |
| 76067 - | 2000 DF77              | 29 de febrer, 2000   | Socorro              | LINEAR        |
| 76068 - | 2000 DK77              | 29 de febrer, 2000   | Socorro              | LINEAR        |
| 76069 - | 2000 DS77              | 29 de febrer, 2000   | Socorro              | LINEAR        |
| 76070 - | 2000 DN78              | 29 de febrer, 2000   | Socorro              | LINEAR        |
| 76071 - | 2000 DC80              | 28 de febrer, 2000   | Socorro              | LINEAR        |
| 76072 - | 2000 DT80              | 28 de febrer, 2000   | Socorro              | LINEAR        |
| 76073 - | 2000 DB82              | 28 de febrer, 2000   | Socorro              | LINEAR        |
| 76074 - | 2000 DC82              | 28 de febrer, 2000   | Socorro              | LINEAR        |
| 76075 - | 2000 DM82              | 28 de febrer, 2000   | Socorro              | LINEAR        |
| 76076 - | 2000 DL85              | 29 de febrer, 2000   | Socorro              | LINEAR        |
| 76077 - | 2000 DW85              | 29 de febrer, 2000   | Socorro              | LINEAR        |
| 76078 - | 2000 DP86              | 29 de febrer, 2000   | Socorro              | LINEAR        |
| 76079 - | 2000 DT86              | 29 de febrer, 2000   | Socorro              | LINEAR        |
| 76080 - | 2000 DA87              | 29 de febrer, 2000   | Socorro              | LINEAR        |
| 76081 - | 2000 DV87              | 29 de febrer, 2000   | Socorro              | LINEAR        |
| 76082 - | 2000 DJ88              | 29 de febrer, 2000   | Socorro              | LINEAR        |
| 76083 - | 2000 DD90              | 27 de febrer, 2000   | Kitt Peak            | Spacewatch    |
| 76084 - | 2000 DD92              | 27 de febrer, 2000   | Kitt Peak            | Spacewatch    |
| 76085 - | 2000 DF92              | 27 de febrer, 2000   | Kitt Peak            | Spacewatch    |
| 76086 - | 2000 DK92              | 27 de febrer, 2000   | Kitt Peak            | Spacewatch    |
| 76087 - | 2000 DK93              | 28 de febrer, 2000   | Socorro              | LINEAR        |
| 76088 - | 2000 DG94              | 28 de febrer, 2000   | Socorro              | LINEAR        |
| 76089 - | 2000 DH94              | 28 de febrer, 2000   | Socorro              | LINEAR        |
| 76090 - | 2000 DQ94              | 28 de febrer, 2000   | Socorro              | LINEAR        |
| 76091 - | 2000 DT94              | 28 de febrer, 2000   | Socorro              | LINEAR        |
| 76092 - | 2000 DV95              | 28 de febrer, 2000   | Socorro              | LINEAR        |
| 76093 - | 2000 DP96              | 29 de febrer, 2000   | Socorro              | LINEAR        |
| 76094 - | 2000 DE97              | 29 de febrer, 2000   | Socorro              | LINEAR        |
| 76095 - | 2000 DL97              | 29 de febrer, 2000   | Socorro              | LINEAR        |
| 76096 - | 2000 DQ97              | 29 de febrer, 2000   | Socorro              | LINEAR        |
| 76097 - | 2000 DN98              | 29 de febrer, 2000   | Socorro              | LINEAR        |
| 76098 - | 2000 DA99              | 29 de febrer, 2000   | Socorro              | LINEAR        |
| 76099 - | 2000 DV100             | 29 de febrer, 2000   | Socorro              | LINEAR        |
| 76100 - | 2000 DC101             | 29 de febrer, 2000   | Socorro              | LINEAR        |